# Pedro de Escobar
Pedro de Escobar, född omkring 1465 i Porto, död efter 1535 i Évora, var en portugisisk kompositör under renässansen. Han var en av de första kompositörerna från Iberiska halvön som skrev polyfona verk.

## Biografi
Inget om Pedro de Escobars liv är känt, förrän han 1498 inträdde i tjänst hos Isabella I av Kastilien. Han var sångare i drottningens kör i tio år, och var tydligen även verksam som kompositör. Han är den ende som beskrivs som portugis i kören. 1499 återkom han till Portugal, men utsågs 1507 till maestro de capilla (kapellmästare) i Sevillas katedral. Han vantrivdes i befattningen och begärde avsked. 1521 var han kapellmästare hos kardinalinfante Alfonso av Portugal, men i de sista omnämnanden av honom är han alkoholiserad och lever i misär.

## Musik
Två fullständiga mässor av Escobar har bevarats, inbegripet ett requiem. Detta är de äldsta mässorna komponerade från Iberiska halvön. Hans produktion innefattar därtill ett magnificat, sju motetter (däribland Stabat Mater), fyra antifoner, åtta hymner och arton villancico, men det är rimligt att han är upphovsman till några av de många anonymt komponerade verken från området den här tiden. Noter till hans verk har varit vitt spridda; manuskript har hittats i bland annat Guatemala. Under hans samtid beundrades särskilt hans motett Clamabat autem mulier Cananea.